# ブロン・ブレイカー
ブロンソン・レックスタイナー（Bronson Rechsteiner,1997年10月24日 - ）は、アメリカ合衆国ジョージア州ウッドストック出身のプロレスラー。WWEにてブロン・ブレイカー（Bron Breakker）のリングネームで所属。
父親はリック・スタイナーで、叔父はスコット・スタイナー。両者とも元プロレスラーであり、WWE殿堂入りを果たしている。

## 経歴

### 学生時代〜WWE入り以前
レックスタイナーはジョージア州で生まれ、学生時代はアメリカン・フットボールとアマチュア・レスリングで活躍をした。後者に関しては、2016年にジョージア州選手権 (220ポンド級) で優勝している。ケネソー州立大学時代はアメフト選手として実績を積み、2020年4月にはドラフト外のフリーエージェントとしてNFLのボルチモア・レイブンズと契約したが、2020年8月にリリースされた。なお同年10月にはジョージア州リングゴールドで開催された AWF/WOW 主催のイベント「WrestleJam 8」でプロレスデビューを果たし、勝利を収めている。

### NXT時代(2021〜2024)
2021年2月、WWEとの契約を発表。9月14日、リニューアルしたNXT2.0の初回放送第1試合でブロン・ブレイカーとしてWWEデビュー。キャリア2戦目ながら、実績のあるLAナイトからわずか3分でピンフォールを奪い、さらにはWWEデビュー日にもかかわらず、現王者トマソ・チャンパに王座挑戦アピールをした。しかし翌10月にチャンパの NXT王座に挑戦した際には、フェアリーテイル・エンディングでピンフォール負けしている。
12月に開催された旧世代vs新世代がテーマのウォーゲームズ2021では、新世代NXT2.0組のリーダー格として出場。NXT王者のチャンパから直接ピンフォールを奪い、勝利に導いた。そして翌1月のチャンパとの再戦ではタップアウト勝ちを収め、NXTデビューから4ヶ月で同ブランドの最高王座を獲得した。3月にはドルフ・ジグラーに敗れ一時陥落するも、同年4月のRawにて2度目の戴冠を果たした。
この約1年間続くことになる2度目の防衛ロードでは、グンター、ジョー・ゲイシー、グレイソン・ウォーラー、JDマクドナーらから勝利を収め、2022年9月にはタイラー・ベイトに勝利してNXT・UK王座を統一している。しかし2023年4月に、自身と同じNXT2.0世代のカーメロ・ヘイズに敗れ王座陥落となった。
9月にはバロン・コービンとの抗争が始まる。番組中に挑発されリングに呼び出されたブレイカーがコービンに殴りかかると、2人の乱闘の場はバックステージを抜けて駐車場まで移動。互いを車のボンネットに叩きつけ合った後、再び屋内に戻り、最終的にはNXTの重役のショーン・マイケルズの部屋の壁を破壊した。
2人はのちに和解し、2024年1月のダスティン・ローデス杯にはタッグチームとしてエントリー。決勝でヘイズ&ウィリアムズ組を破って優勝すると、2月にはディアンジェロ・ファミリー組から勝利しNXTタッグ王座を初戴冠した。
しかし4月にはフラクシオム(Fraxiom)に敗れ3度目の防衛に失敗、これがブレイカーにとってメインロースター昇格前のNXTでの最後の試合となった。

### メインロースター昇格後(2024〜)
2024年8月、サマースラムでサミ・ゼインに勝利し、IC王座を獲得した。11月、サバイバー・シリーズでシェイマス、ルドウィグ・カイザーとの3way戦に勝利し、防衛に成功した。
2025年4月、レッスルマニア41の4way戦に敗れ、IC王座から陥落した。

## 獲得タイトル
WWE
- WWE IC王座：2回
- NXT王座：2回